# Chine aux Jeux olympiques d'hiver de 2006
Cet article contient des informations sur la participation et les résultats de la Chine aux Jeux olympiques d'hiver de 2006 à Turin en Italie. Elle était représentée par 80 athlètes.

## Médailles
- Liste des vainqueurs d'une médaille (par ordre chronologique)

### Or
| Sport              | Discipline        | Sportifs    | Performance |
| ------------------ | ----------------- | ----------- | ----------- |
| Médailles d'or : 2 |                   |             |             |
| Short-track        | 500 mètres femmes | Wang Meng   | 44 s 345    |
| Saut acrobatique   | Saut              | Xiaopen Han | 250,770 pts |

### Argent
| Sport                  | Discipline | Sportifs            | Performance       |
| ---------------------- | ---------- | ------------------- | ----------------- |
| Médailles d'argent : 4 |            |                     |                   |
| Patinage artistique    | Couples    | Zhang Dan Zhang Hao | 125,01            |
| Patinage de vitesse    | 500 m      | Wang Manli          | 38 s 31 + 38 s 47 |
| Ski acrobatique        | Saut       | Li Nina             | 197,39            |
| Short track            | 1 000 m    | Wang Meng           | 1 min 33 s 079    |

### Bronze
| Sport                   | Discipline | Sportifs             | Performance       |
| ----------------------- | ---------- | -------------------- | ----------------- |
| Médailles de bronze : 5 |            |                      |                   |
| Short track             | 1 500 m    | Li Jiajun            | 2 min 26 s 005    |
| Patinage artistique     | Couples    | Shen Xue Zhao Hongbo | 124,59            |
| Patinage de vitesse     | 500 mètres | Ren Hui              | 38 s 60 + 38 s 27 |
| Short track             | 1 500 m    | Wang Meng            | 2 min 24 s 469    |
| Short track             | 1 000 m    | Yang Yang            | 1 min 33 s 937    |

## Épreuves

### Biathlon
- Xue Dong
- Yuxia Hou
- Yingchao Kong
- Xianying Liu
- Ribo Sun
- Qiao Yin
- Changye Zhang

### Patinage artistique
Hommes
- Chengjiang Li
- Zhang Min

Femmes
- Yan Liu

Couples
- Shen Xue et Zhao Hongbo
- Qing Pang et  Jian Tong
- Dan Zhang et Hao Zhang

### Patinage de vitesse
- Weijiang An
- Xuefeng Gao
- Jia Ji
- Changyu Li
- Yu Li
- Zhuo Lu
- Hui Ren
- Wang Beixing
- Fei Wang
- Wang Manli
- Aihua Xing
- Fengtong Yu
- Shuang Zhang
- Xiaolei Zhang
- Zhongqi Zhang

### Saut à ski
- Yang Li
- Zhandong Tian
- Jianxun Wang
- Guang Yang (saut à ski)

### Short-track
- Cheng Xiaolei
- Cui Liang
- Fu Tianyu
- Li Haonan
- Li Jiajun
- Li Ye
- Sui Baoku
- Wang Meng
- Yang Yang
- Zhu Mile

### Ski acrobatique
Sauts
- Cheng Shuang
- Guo Xinxin
- Han Xiaopeng
- Li Nina
- Lui Zhongqing
- Ou Xiaotao
- Qiu Sen
- Wang Jiao
- Xu Nannan
- Zhang Xin

Bosses
- Zhang Xin

### Ski alpin
- Jinzhi Dong
- Guangxu Li

### Ski de fond
- Haibin Chen
- Dawei Han
- Li Huo
- Yuping Jia
- Chunli Jiang
- Geliang Li
- Hongxue Li
- Zhiguang Li
- Liming Liu
- Yuanyuan Liu
- Dandan Man
- Long Ren
- Bo Song
- Ye Tian
- Chunli Wang
- Songtao Wang
- Wan Xia
- Yinghui Xu
- Chengye Zhang
- Qing Zhang

### Snowboard
- Lei Pan
- Sun Zhifeng